# Бадд, Тед
Теодор Пол Бадд (англ. Theodore Paul Budd; род. 21 октября 1971, Уинстон-Сейлем, Северная Каролина) — американский политик, представляющий Республиканскую партию. Сенатор от штата Северная Каролина с 3 января 2023 года, член Палаты представителей США от штата Северная Каролина (2017—2023).

## Биография
Родился в Уинстон-Сейлеме, в раннем возрасте переехал с родителями на ферму в округе Дейви в Северной Каролине. В 1994 году окончил Аппалачский государственный университет со степенью бакалавра наук в области делового администрирования. Впоследствии Бадд получил степени магистра богословия в Далласской духовной семинарии (1998) и магистра делового администрования в университете Уэйк-Форест (2007).

### В Палате представителей США
В феврале 2016 года федеральный окружной суд Среднего округа Северной Каролины признал неконституционными границы избирательных округов Палаты представителей США в штате. Пригороды Роли, разделённые между 2-м и 13-м округами, был фактически объединёны в новом 2-м, а новый 13-й протянулся от северных пригородов Шарлотта до Гринсборо. Конгрессмен-республиканец от 13-го округа Джордж Холдинг баллотировался от 2-го округа, а в новом 13-м на внутрипартийных выборах за право выдвижения от республиканцев боролись 17 кандидатов. Бадд одержал на них победу, получив 20 % голосов избирателей.
На основных выборах Бадд был избран в Палату представителей США с результатом 56,1 % против 43,9 % за его оппонента-демократа, бывшего члена комиссии округа Гилфорд Брюса Дэвиса.
В 2018 году Бадд переизбрался на второй срок, получив 51,5 % голосов избирателей против 45,5 % за демократку Кэти Мэннинг. В 2020 году границы округов опять подверглись изменениям по решению суда. На основных выборах в новом, более прореспубликанском 13-м округе Бадд победил с результатом 68,2 %.
Являлся членом крайне консервативного Кокуса свободы в Палате представителей.

### В Сенате США
23 апреля 2021 года Бадд встретился с экс-президентом Дональдом Трампом в его резиденции в Мар-а-Лаго, чтобы обсудить выдвижение своей кандидатуры на место уходящего сенатора Ричарда Бёрра. 28 апреля Бадд объявил об участии в выборах, а на съезде республиканцев в Гринвилле 5 июня Бадд официально получил поддержку Трампа. Несмотря на это, экс-губернатор штата Патрик Маккрори и бывший конгрессмен Марк Уокер продолжили вести свои кампании.
17 мая 2022 года Бадд одержал победу на внутрипартийных выборах республиканцев, получив 58,6 % голосов избирателей. На всеобщих выборах, состоявшихся в 8 ноября, Бадд победил бывшую судью Верховного суда Северной Каролины Чери Бисли, которая представляла Демократическую партию.